# La Cuadra Centauro

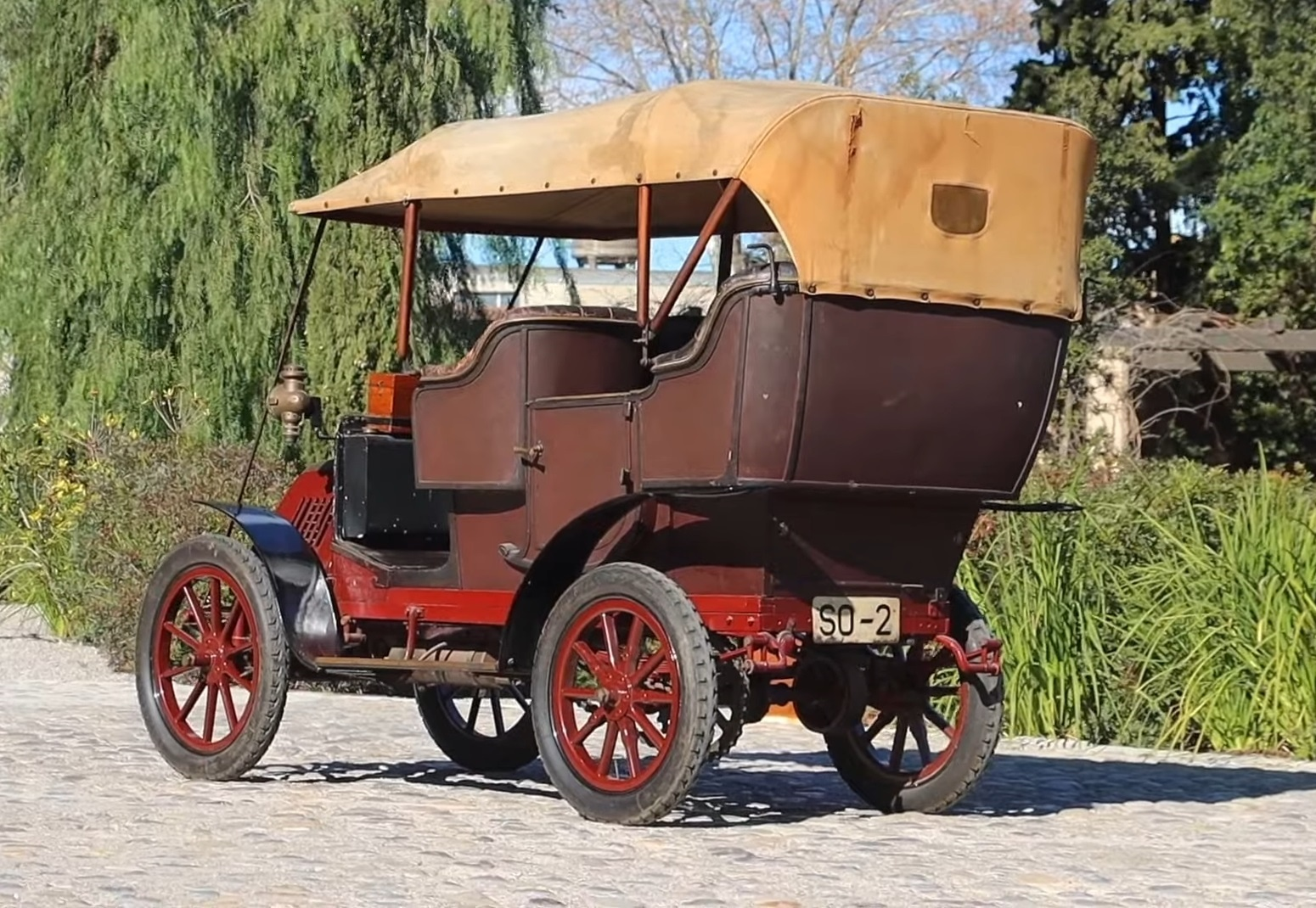
Part posterior del La Cuadra Centauro 7,5 HP.

El La Cuadra Centauro va ser l'únic automòbil de turisme amb motor d'explosió produït pel fabricant La Cuadra de Barcelona —el primer fabricant d'automòbils de la península Ibèrica.
Va ser fabricat entre 1900 i 1901; l'empresa ho va desenvolupar després de diversos fracassos amb automòbils elèctrics. Van ser produïdes dues versions del Centauro: una amb 4,5 HP i una altra amb 7,5 HP. Els seus motors van ser dissenyats per l'enginyer suís Marc Birkigt.

## Xassís i carrosseria
El Centauro estava disponible amb dues carrosseries faetó; una era biplaça sense portes i l'altra era de quatre places sense portes davanteres i amb dues portes posteriors.
El xassís era de forma rectangular, amb 2.100 mm de llarg i 720 mm d'ample, fabricat amb ferro angular de 40 mm, que a més estava reforçat amb fusta.

## Mecànica

### Motors
Els motors del La Cuadra Centauro eren de 2 cilindres, refrigerats per aigua, amb bomba i radiador de serpentí. El motor es va instal·lar en la part davantera del xassís i proporcionava tracció a l'eix posterior mitjançant una cadena única, amb diferencial.
El motor bicilíndric del Centauro 4,5 HP tenia un diàmetre de 80 mm i una carrera de 90 mm. Tenia una cilindrada de 905 cm³ i la potència que desenvolupava era de 4,5 HP (5 CV).
El motor del Centauro 7,5 HP tenia 80 mm de diàmetre i 110 mm de carrera. La seva cilindrada era de 1106 cm³, i desenvolupava una potència una mica superior a la de la versió anterior; 7,5 HP (8 CV).

### Caixa de canvis
La caixa de canvis del Centauro tenia tres marxes cap endavant (amb el comandament sota el volant) i marxa enrere (aquesta última s'accionava amb una palanca instal·lada en el sòl), i l'embragatge tenia un con de fricció.

### Suspensió i frens
El Centauro tenia una suspensió amb quatre ballestes semielípticas longitudinals, dues en cada eix. Els frens eren de tambor, sobre l'eix de la transmissió.

## Producció i vendes
Les xifres de producció van ser molt baixes; l'empresa havia planejat produir 6 unitats del Centauro, però no se sap exactament quantes es van fabricar.
Un Centauro amb motor de 4,5 HP va ser venut a l'empresari català Francesc Seix (un dels fundadors d'Hispano-Suiza), i un altre cotxe va ser venut a Juan Pellisó i va ser el primer vehicle que es va matricular a la província de Lleida.
Només s'ha conservat un automòbil amb el motor de 7,5 HP, que va ser matriculat a la província de Sòria amb la matrícula espanyola SO-2. El primer propietari va ser Javier Olozábal Ramey. Miquel Mateu va descobrir el vehicle a la fi dels anys 1920 i el va comprar. Continua sent propietat de la família Mateu, i ha participat en el Ral·li de Sitges d'automòbils antics.